# 阿史那贺鲁
阿史那贺鲁（？—659年），名贺鲁，阿史那氏。西突厥汗国大将，室点密可汗五世孙，曳步利设射射匮特勤劫越的儿子，后自立为西突厥北庭可汗，号沙钵罗可汗（拉丁轉寫：Ϊšbara qaγan）。
早年为西突厥乙毗咄陸可汗任命的叶护，统处月、处密、始苏、歌逻禄、失毕五姓之众，在多罗斯川（今额尔齐斯河源头）一带游牧。唐太宗贞观二十年（646年），乙毗射匮就任西突厥可汗，击败原可汗乙毗咄陆，使他逃奔至吐火罗。阿史那賀魯遂率3000部众畏罪逃奔唐朝，率部内属，据庭州（今新疆吉木萨尔县北破城子）。贞观二十二年，唐军征讨龟兹，即封贺鲁为昆丘道行军总管，进军龟兹。次年，贺鲁又被封为左骁卫将军、瑶池都督府都督、沙钵罗叶护，治莫贺城（今新疆阜康县东），招集西突厥离散诸部，势力渐盛。
唐高宗永徽元年（650年），贺鲁乘唐太宗新丧之机，自立为沙钵罗可汗，侵扰西州、庭州等地，统一西突厥部众，拒绝唐使招抚，同唐朝对抗。永徽二年（651年），为吐蕃压迫，放弃天山以南，与子咥运率众西迁，将王廷迁往天山以北。据乙毗咄陆可汗故地，建牙双河（今新疆乌苏县雅马渡口）及千泉，自号泥伏沙钵罗可汗，统领咄陆五姓、弩失毕五姓，拥兵数十万，称雄西域，侵扰唐境庭州。
永徽三年（652年），唐将梁建方、契苾何力击败贺鲁别部处月部。永徽四年（653年），废瑶池都督府。永徽六年（655年），唐将程知节又击败贺鲁的小部落。显庆二年（657年），率兵十万迎战唐朝伊丽道行军大总管苏定方，流沙道按抚大使阿史那弥射、阿史那步真，在曳咥河（多逻斯川,今新疆额尔齐斯上游）西，兵败，后在千泉、双河、碎叶水又多次遭唐军围击，兵败，携子投奔鼠尼施。显庆三年（658年），唐军彻底击溃贺鲁本部，贺鲁途经石国（今乌兹别克斯坦塔什干）苏咄城，城主伊涅达干将他诱擒，唐朝副将萧嗣业追擒贺鲁与其子咥运于石国。西突厥汗国至此灭亡。唐朝于其地置昆陵都护府、濛池都护府，西突厥所属诸部分置州府，隶属于安西都护府。
贺鲁被唐高宗献俘于长安太庙，之后获赦，显庆四年（659年），病死于长安，葬在颉利可汗墓侧，刻石以纪其事。

## 影視形象
- 王心圣：2010年電視劇《神断狄仁杰》